# Paul Quincy
Paul Quincy (* 22. Mai 1944 in Mohrin/Neumark; † 27. November 2013) war ein deutscher Autor und Übersetzer. Er ist bekannt für seine Seekriegsromane um William Turner. Unter seinem bürgerlichen Namen Uwe D. Minge hat er etwa 60 Romane und Sachbücher aus dem Englischen übersetzt. Unter dem Pseudonym Ole Groothus schrieb er die historischen Romane der Peter und Paul Morin-Reihe.

## Leben
Paul Quincy wuchs in West-Berlin auf. Nach der Schule ging er als Moses/Schiffsjunge zur See und legte nach der vorgeschriebenen Fahrtzeit die Matrosenprüfung auf dem Schulschiff Deutschland ab. Er befuhr in seiner Laufbahn als Matrose und später als Schiffsoffizier die Karibik, Ostasien und Nordamerika, Südamerika, Westafrika und das Mittelmeer.
Nach seiner Zeit auf See wurde er Sachverständiger für Boote und Yachten im AKSV des BWVS und professioneller Segellehrer (DSV). Zu dieser Zeit begann er, marinehistorische Romane und Sachbücher mit maritimen Bezug zu übersetzen. Schließlich gibt er mit seinen beiden Reihen eigene (marine-)historische Romane heraus.
Paul Quincy lebte in der Nähe Berlins.

## Über die Romane
Die Romane des Paul Quincy spielen im sogenannten Age of Sail, dem Zeitalter der Segelschiffe und der Seekriegsschlachten unter Segeln.

### Turner-Reihe
Im Jahr 1775 herrscht Frieden in Europa, doch England muss sich mit aufständischen Kolonisten in Amerika befassen. Die Kriegsslup Shark unter dem Kommando eines kleinen Leutnants namens William Turner wird mit einem Geheimauftrag in die Region geschickt, um gefährliche Spionageaufträge auszuführen. Turner stammt aus einfachen Verhältnissen. Der Vater ist Fischer und Schmuggler und die Mutter ist die Tochter des örtlichen Pastors. Er erlernt den Beruf des Seemanns und erhält ebenfalls eine gute Schulbildung. Das ermöglicht es ihm, den Beruf eines Seeoffiziers zu ergreifen. Aber er verfügt weder über Reichtümer noch über Beziehungen, um seine Karriere zu befördern. Die Tatsache, dass er den Seemannsberuf von der Pike auf gelernt hat, verschafft ihm nicht nur Freunde in den Reihen der adligen Offizierskameraden.
Im Verlauf der Romanreihe begegnet Turner einigen historischen Figuren wie Steuben und Washington und bekommt es unter anderem auch mit Piraten zu tun.
Die Romane thematisieren politische und kulturelle Hintergründe der Zeit der amerikanischen Unabhängigkeitsbewegung. Die Bewertung der Geschichte wird aus Sicht des Leutnants getroffen, der als britischer Offizier des 18. Jahrhunderts naturgemäß eine eher einseitige Wahrnehmung hat. Dennoch wird ein gutes Bild der damaligen Zeit gezeichnet.
Die Reihe wurde nicht abgeschlossen.

### Morin-Reihe
Die Romanreihe spielt zur Zeit des Siebenjährigen Krieges. Die Zwillingsbrüder Peter und Paul von Morin sind Cornetts bei den Ziethenhusaren, müssen aber von zu Hause fliehen und heuern in Danzig auf einem holländischen Schiff an. Dieses wird aufgebracht, die Brüder werden getrennt und durchleben die ereignisreiche Zeit auf gegensätzlichen Seiten. Der Eine wird zur britischen Marine gepresst während der Andere bei der französischen Marineinfanterie unterkommt.
Die Reihe wurde nicht abgeschlossen.

## Werke

### Als Paul Quincy die Turner-Reihe
1. Schwarze Flagge – Rote Segel, 2007 (Ullstein Verlag), ISBN 3-548-26649-5 (Neuauflage 2015: "Wild Bull" Turner und der Verräter (Kuebler Verlag), ISBN 3-86346-072-3)
2. Entermesser blank – Mut pur, 2007 (Ullstein Verlag), ISBN 3-548-26811-0 (Neuauflage 2013: "Wild Bull" Turner und die Capitana (Kuebler Verlag), ISBN 3-942-27000-5)
3. Harte Männer – Schwere See, 2008 (Ullstein Verlag), ISBN 3-548-26893-5 (Neuauflage 2015: "Wild Bull" Turner und Baron von Steuben (Kuebler Verlag), ISBN 3-86346-084-7)
4. Tosendes Meer – Eiskalte Gegner, 2008 (Ullstein Verlag), ISBN 3-548-28002-1 (Neuauflage 2015: "Wild Bull" Turner und der König der Karibik (Kuebler Verlag), ISBN 3-86346-012-X)
5. Weiße Böen – Zerfetztes Rigg, 2010 (Ullstein Verlag), ISBN 3-548-28301-2 (Neuauflage 2013: "Wild Bull" Turner und die Schlacht um Savannah (Kuebler Verlag), ISBN 3-863-46070-7)
6. Mord auf Befehl – "Wild Bull" Turner und die Moral der Macht, 2013 (Kuebler Verlag), ISBN 3-863-46071-5

### Als Ole Groothus die Morin-Reihe
1. Husaren der See, 2009 (Ullstein Verlag), ISBN 3-548-28095-1 (Neuauflage 2015: Vom Pferderücken auf Schiffsplanken (Kuebler Verlag), ISBN 3-86346-013-8)
2. Husarenbrüder, 2009 (Ullstein Verlag), ISBN 3-548-28146-X (Neuauflage 2015: Unter feindlichen Flaggen (Kuebler Verlag), ISBN 3-86346-014-6)
3. Husarenstreiche, 2012 (Mohland Verlag), ISBN 3866751796

### Als Übersetzer
Richard Woodman
- Die Augen der Flotte (Drinkwater-Serie)
- Die Mörserflotille (Drinkwater-Serie)
- Kurier zum Kap der Stürme (Drinkwater-Serie)
- Die Wracks von Trafalgar (Drinkwater-Serie)
- In fernen Gewässern (Drinkwater-Serie)
- Der falsche Lotse (Drinkwater-Serie)
- Unter falscher Flagge (Drinkwater-Serie)
- Unter dem Nordlicht (Drinkwater-Serie)
- Auf dem Grund des Meeres (Drinkwater-Serie)
- Im Schatten des Adlers (Drinkwater-Serie)
- Die Kollision (Moderne Seastory)
- Ein nasses Grab (Familiensaga WK)
- Bewährungsprobe auf der Enterprize (Sklavenhandel)

Alexander Kent
- Dem Mutigen gehört die See (Südseeabenteuer)
- Das Wasser bis zum Hals (Krimi)
- HMS „Saracen“ (WK I + II)
- Mittelmeerpartisanen (WK I)
- Die Zerstörer (WK II)
- Die weißen Kanonen (WK II)
- In vorderster Linie (WK I)
- Kurs Hongkong (WK II)
- Ernstfall in der Tiefe (WK II)
- Dämmerung über der See
- Hatz ohne Gnade (Bolitho-Serie, napoleonische Kriege)
- Bruderschaft der See (Bolitho-Serie, napoleonische Kriege)
- Schattenjagd (Bolitho-Serie, napoleonische Kriege)

Sam Llewellyn
- Ein Sarg mit Segeln (Segelkrimi)
- Als Requiem ein Shanty (Segelkrimi)

David Donachie
- Klar Schiff zur Höllenfahrt (napoleonische Kriege)
- Im Windschatten des Schreckens (napoleonische Kriege)
- Kurs ins Ungewisse (napoleonische Kriege)
- Im Kielwasser: Verrat (napoleonische Kriege)
- Abstieg zu den Fischen (napoleonische Kriege)

William P. Mack
- Fergus Kilburnie (napoleonische Kriege)
- Kapitän Kilburnie (napoleonische Kriege)
- Commodore Kilburnie (napoleonische Kriege)

Dudley Pope
- Ramage und die Dido (napoleonische Kriege)
- Ramage bei Trafalgar (napoleonische Kriege)
- Ramage auf Erfolgskurs (napoleonische Kriege)
- Ramage und die Sarazenen (napoleonische Kriege)

Dewey Lambdin
- Volle Breitseite (Alan-Lewrie-Serie)
- Eine Hand für das Schiff (Alan-Lewrie-Serie)
- Eine Hand für den König (Alan-Lewrie-Serie)
- HMS „Cockerel“ I (Alan-Lewrie-Serie)
- HMS „Cockerel“ II (Alan-Lewrie-Serie)
- Die Herausforderung I (Alan-Lewrie-Serie)
- Die Herausforderung II (Alan-Lewrie-Serie)

Julian Stockwin
- Im Pulverdampf (Kydd-Serie)
- Stürmisches Gefecht (Kydd-Serie)
- Im Kielwasser Nelsons (Kydd-Serie)

Jan Needle
- Auf See unter Wölfen (napoleonische Kriege)

Robert D. Ballard
- Versenkt im Pazifik (WK II Guadalcanal)

Matthew Sheahan
- Das Rigg (Fachbuch)

Stuart Quarrie
- Starke Crews und schnelle Boote (Fachbuch)

Doug Schryver
- Segelschule (Fachbuch)

Ray Rowe
- Wildwasserkajak (Fachbuch)

Kaul/Bobrow/Jinkins
- Yachthäfen (Reiseberichte)

Patrick O’Brian
- Der unvollendete Band 21 (Jack Aubrey & Stephen Maturin Reihe)[6]